# 황산초등학교 원호분교
황산초등학교 원호분교는 대한민국 전라남도 해남군 황산면 원금길 20 (원호리)에 있었던 공립 초등학교이다.

## 연혁
- 1934년 5월 13일 황산공립보통학교 부설 원호간이학교 개교
- 1943년 4월 1일 황산동공립국민학교 승격
- 1982년 3월 5일 병설유치원 개원
- 1996년 3월 1일 황산동초등학교로 개칭
- 2000년 2월 18일 제52회 졸업식(총 3521명)
- 2000년 9월 1일 황산초등학교 원호분교로 편입
- 2008년 3월 1일 황산초등학교로 통합